# ولاية صلالة
ولاية صلالة إحدى ولايات محافظة ظفار بسلطنة عمان. تعتبر المركز الإداري والتجاري للمحافظة، وتقع على الساحل الجنوبي لسلطنة عمان. ويبلغ عدد سكان صلالة 172 ألفا و570 نسمة بنسبة 69.2% من إجمالي سكان محافظة ظفار. ويبلغ عدد العمانيين 107 ألفا و804 نسمة بينما يبلغ عدد الوافدين 64 ألفا و766 نسمة حسب إحصاءات تعداد 2010.

## لمحة تأريخية

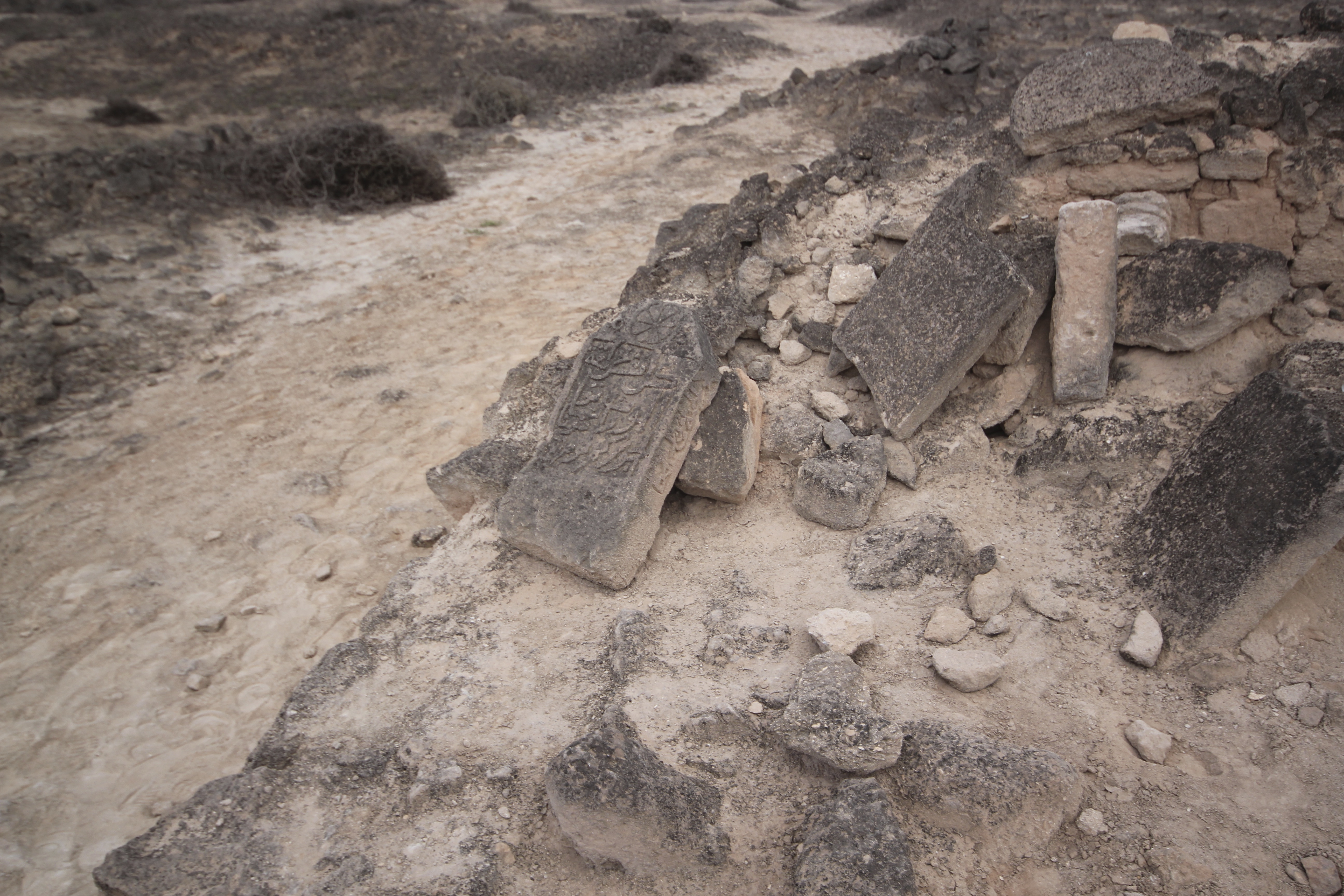
منطقة البليد

تبرز منطقة (البليد) كواحدة من أبرز المعالم الأثرية الشاهدة على المكانة التاريخية حيث الحصن الشهير وبقايا أرصفة الميناء والمساجد والمباني والمقابر المنتشرة على مساحة واسعة منها. كما تتعدد مواقع الآثار القديمة في ولاية صلالة بصورة ملفتة حيث توجد ثلاثة مواقع أثرية في (المغسيل)، وآثار جدران قديمة ومقابر لما قبل الإسلام في (رزات)، ودحقة ناقة صالح في (الحصيلة)، وجدران وتقسيمات سواقي وبئر مياه في مدخل (وادي نحيز). كما توجد المساجد القديمة التي تعتبر من أقدم المساجد بها، وهي مسجد الشيخ أحمد بن عفيف ومسجد عفيف بن أحمد بن عفيف في الحافة، بالإضافة إلى مساجد حديثة يعود أحدهم لعبد العزيز بن أحمد في (الدهاريز)، والآخر المسجد الجامع أو جامع صلالة الوسطى ويقال له محليا جامع الرواس (صلالة الوسطى في محافظة ظفار)، ومسجد عقيل في (صلالة الشرقية)، ومسجد عبد الله اليماني في (عوقد).
هناك خمسة أضرحة دينية لكل من: النبي أيوب في نيابة (غدو)، وسالم بن أحمد بن عربية في (ريسوت)، وهود بن عامر في (قيرون حيرتي)، وضريح النبي عمران في (القوف)، وضريح جنيد في (الحصن).
وإلى جانب الآثار القديمة وسحرها الخاص تبقى للطبيعة مكانتها أيضا في صلالة حيث شواطئ (ريسوت، والدهاريز، والمغسيل، وصلالة)، وعيون ماء (رزات، وجرزيز، وايشت، وصحلنوت)، وأودية (رزات، ونحيز، وعربوت، وجرزيز، وعدونب، وعشوق). وتكتمل عناصر اللوحة الطبيعية في العاصمة الإقليمية لمحافظة ظفار بعدد من الحدائق والمنتزهات الحديثة التي تزيد من روعة المكان ورونقه، فهناك حدائق (صلالة العامة، والسعادة العامة، والدهاريز، وعين رزات)، ومنتزهات (صلالة الجديدة، والقوف، والمعتزة). وتحتضن مدينة صلالة مطار صلالة الدولي وميناء صلالة للحاويات الذي يعتبر ثاني ميناء في عمان، وثاني أكبر ميناء للحاويات في الشرق الأوسط، والمناطق الصناعية وأهم المراكز والمرافق الحيوية من أجهزة حكومية ومؤسسات القطاع الخاص وأهم الفنادق والمراكز السياحية والترفيهية. كما تشتهر مدينة صلالة بزراعة جوز الهند "النارجيل"، وكذلك المحاصيل الزراعية الأخرى.
يتبع إداريا لولاية صلالة عدد (6) نيابات وعدد (10) مراكز إدارية حكومية وفيما يلي موجز تعريفي بهذه المرافق الحكومية:

## النيابات والمراكز الإدارية التابعة لولاية صلالة

### نيابة طيطام
تم إنشاء المركز الإداري بالنيابة في 20 يوليو من العام 1982م على مساحة 47822 متر مربع وتقع نيابة طيطام إلى الشمال الغربي من مركز الولاية وتبعد عنها بمسافة 30 كيلومتر ويبلغ عدد سكان النيابة 2628 نسمة. تتميز النيابة بارتفاع سلسلة جبالها وانحداراتها الطبيعية التي كان لها الدور الكبير في تميز النيابة بوفرة العيون المائية الطبيعية وإضفاء جمال طبيعي خاص على السفوح والمنحدرات الخضراء التي تتشكل لوحة طبيعية فريدة في مواسم تساقط الأمطار، كما تتميز النيابة بوجود أشجار اللبان المنتشرة في المناطق الشمالية والجنوبية للولاية وبالذات ما يعرف باللبان (الشعبي) مشتقة من كلمة (شعاب). كما تعتبر السفوح المحاذية للأودية بالنيابة بإطلالاتها الجميلة من بين أكثر المواقع السياحية ارتيادا.

### نيابة حجيف
تم إنشاء المركز الإداري بنيابة حجيف في 17 نوفمبر من العام 1992م على مساحة 20250 متر مربع وتقع النيابة إلى الشمال من مركز الولاية وتبعد عنه بمسافة 35 كيلومتر ويبلغ عدد سكان النيابة 1325 نسمة.تتميز نيابة حجيف بمناخها البارد في معظم فصول السنة نتيجة موقعها المرتفع الذي يقع بين وادي نحيز من الشرق ووادي جرزيز من الغرب، كما تتميز النيابة بمروجها الواسعة التي تشكل مسطحات خضراء في مواسم تساقط الأمطار ويتبع نيابة حجيف مركزين إداريين هما:
- مركز أمبشق: يقع المركز الإداري إلى الجنوب الشرقي من مركز النيابة على الإطراف الشرقية لوادي نحيز إحدى الأودية الرئيسية في سلسلة جبال ظفار ويبعد عن النيابة بمسافة 13 كيلومتر وعن مدينة صلالة بمسافة 23 كيلومتر.
- مركز جحنين: يقع إلى الجنوب من النيابة ويبعد عنها بمسافة 10 كيلومتر وعن مدينة صلالة بمسافة 46 كيلومتر تتميز المنطقة التي يقع المركز على إحدى هضابها بإطلالاتها الجميلة التي تتوسط منطقة رعوية غنية بالأشجار المخضرة على مدار العام.

### نيابة قيرون حيريتي
تم إنشاء المركز الإداري بنيابة قيرون حيرتى في 10 أبريل من العام 1980م على مساحة 89288 متر مربع وتقع النيابة إلى الشمال من مدينة صلالة على الطريق العام المؤدي إلى مسقط وتبعد عن مركز الولاية بمسافة 30 كيلومتر ويبلغ عدد سكان نيابة قيرون حيرتى 2216 نسمة.
تتميز نيابة قيرون حيرتي بأنها ملتقى الطرق الرئيسية التي تربط معظم الولايات الساحلية من المحافظة بالولايات الأخرى وتعتبر النيابة من بين أجمل نيابات ولاية صلالة لما تتمتع به من مواقع سياحية وأشجار ظليلة تكسوها الخضرة في معظم فصول العام.

### نيابة زيك
تم إنشاء المركز الإداري بالنيابة في 21يناير من العام 1991م على مساحة 33 ألف متر مربع وتقع إلى الشمال من مركز الولاية ويربطها به طريق إسفلتي بطول 38 كيلومتر ويبلغ عدد سكان النيابة 4356 نسمة. تتميز نيابة زيك بأنها من ناحية تقع في منطقة سهول منبسطة تكسوها الأشجار والشجيرات التي تزهو باخضرارها في المواسم الماطرة من ناحية الجنوب ومن ناحية أخرى بأنها تقع على مشارف منطقة النجد الجافة مما جعلها تتمتع بمزايا خاصة تستقطب أبناء المحافظة وزوارها بشكل خاص في فصل الخريف.

### نيابة غدو
تم إنشاء المركز الإداري بالنيابة في 10 أبريل من العام 1980م على مساحة 25150 متر مربع وتقع إلى الشمال من مركز الولاية وتبعد عنه بمسافة 21 كيلومتر ويبلغ عدد سكان النيابة 2211 نسمة. تعتبر نيابة غدو من بين أكثر النيابات التابعة لولاية صلالة ارتيادا من قبل سكان الولاية والزائرين لها لقضاء أوقات التنزه بحكم قربها من مدينة صلالة من جهة ووجود المواقع الطبيعية المواتية لذلك من جهة أخرى. كما كان لوجود قبر النبي أيوب على مقربة من المركز الإداري الأثر الكبير في الاهتمام بزيارة النيابة من قبل السائح والزائر للمحافظة.

### نيابة ألسان
تم إنشاء المركز الإداري بنيابة ألسان في 28 مايو من العام 1991م وتقع النيابة في الشمال الشرقي من ولاية صلالة ويربطها بمركز الولاية طريق إسفلتي بطول 36 كيلومتر ويبلغ عدد سكان النيابة 4914 نسمة.تمثل النيابة واحدة من النيابات الواقعة في سلسلة جبال ظفار التي تشرف على سهل فسيح وتقع في منطقة ذات مرتفعات جميلة تحفها الأودية من الشرق والغرب، مما جعل موقعها متميز وجذاب.